# Mugello
Il Mugello è una valle della Toscana situata a nord di Firenze.

## Storia

### Gli insediamenti etruschi e romani
La tradizione vuole che sia stata la tribù ligure dei Magelli ad abitare per prima la zona, ma sicuramente, quando questi vi giunsero, prima dell'invasione etrusca, già altri popoli risiedevano stabilmente nell'area. Nei pressi di Galliano di Mugello, Barberino di Mugello, Londa e San Piero a Sieve, sono stati trovati infatti alcuni insediamenti umani che risalirebbero addirittura al paleolitico. Casomai gli studiosi concordano nel mettere in relazione il nome di questa tribù con l'origine del termine “Mugello” impiegato già in fonti letterarie del VI secolo d.C. per identificare la regione. Ai Magelli seguirono dunque gli etruschi che, con molta probabilità, tracciarono un primo abbozzo della rete viaria dell'area. Una serie di percorsi che univano in origine Fiesole a Felsina — l'attuale Bologna — e che poi ampliati e migliorati dai romani hanno avuto una grande importanza nella storia del Mugello. 
Del popolo etrusco restano numerose tracce come ad esempio il piccolo idoletto in bronzo raffigurante “una donna con cuffia puntuta, lunga veste aderente, in atto di camminare” trovato nel 1870 in un pozzo presso Ronta (Borgo San Lorenzo). Oppure i numerosi frammenti fittili restituiti dal fosso delle “Rovinaie” e l'importante sito archeologico di “Poggio Colla” nei pressi di Vicchio. L'insediamento romano nel Mugello si fa risalire al III-IV secolo a.C. Anch'esso fu piuttosto diffuso sul territorio come testimonia il ritrovamento qua e là dei numerosi reperti archeologici (monete, urne sepolcrali, resti di tombe e muraglie) e la ricorrenza frequente di toponimi che presentano la terminazione prediale in -ano e -ana come ad esempio Cerliano, Figliano, Marcoiano, Galliano e Lucignano che derivano direttamente dalla pratica fiscale e amministrativa romana. Tuttavia il Mugello in quest'epoca non ebbe un ruolo centrale nel contesto dell'impero, probabilmente l'ambiente collinare mal si adattava alle colture a carattere estensivo tipiche dell'età imperiale e quindi rimase un'area marginale.

### Il Regno Longobardo
Nel 476, con la caduta dell'Impero Romano d'Occidente, tutta l'Italia subisce le invasioni dei popoli germanici e le notizie sul Mugello si fanno vaghe. La vicina Firenze, se era riuscita a sfuggire di misura alle orde di Radagaiso, schiacciato sotto le mura della città da Stilicone nel 406, sarà distrutta invece dall'ostrogoto Totila nel 552 e alla fine del VI secolo cadrà sotto il dominio longobardo come del resto gran parte dell'Italia settentrionale e centrale. Resteranno fuori dal regno longobardo solo i territori che coincidono con l'attuale Lazio, parte dell'Umbria e il versante adriatico da Venezia ad Ancona fino al crinale appenninico che rimarranno in mano agli esarchi bizantini rimasti a Ravenna. Dunque il Mugello si trova ora in un'area di confine, oggetto di forti tensioni e continui colpi di mano da parte dei due eserciti nemici. E se un tempo costituiva un'importante via di comunicazioni verso il nord adesso l'instabilità dell'area consiglia ai re longobardi a utilizzare per i loro spostamenti un passaggio più sicuro a occidente, attraverso la Cisa, facendo così crescere l'importanza della strada che, venendo da Milano e Pavia attraversa Piacenza e sbocca a sud oltre gli appennini a Sarzana. La cosiddetta via Francigena che diverrà poi in questo modo l'asse principale delle comunicazioni tra i paesi del nord-ovest europeo e Roma. La capitale stessa del ducato longobardo di toscana diverrà Lucca, attraversata appunto da questa strada e ciò relegherà Firenze, e insieme con essa il Mugello che nei secoli successivi ne condividerà in gran parte le sorti, ancora a un ruolo secondario. Almeno fino alla conquista del regno longobardo da parte dei Carolingi.

### Il feudalesimo

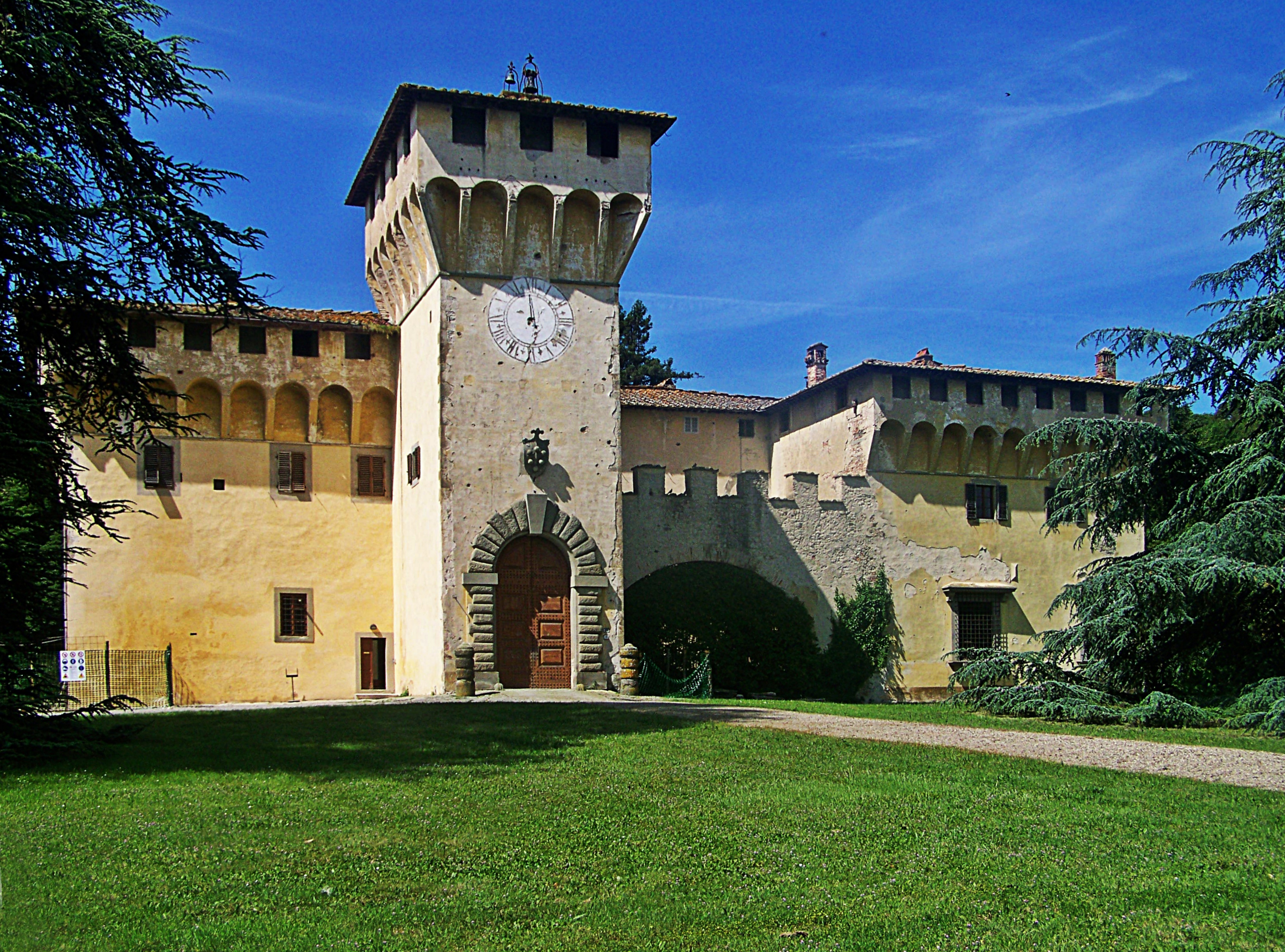
Villa medicea di Cafaggiolo.

Un proclama di Carlo Magno conferisce nell'801 alla famiglia degli Ubaldini la "signoria del gioioso paese del Mugello". I Carolingi, dopo la conquista del regno longobardo, instaurarono in Italia una gerarchia articolata essenzialmente su due livelli. Ossia costituita da un conte, che amministra un territorio coincidente con quello della diocesi, e da semplici signori, vassalli del conte e del re, che presidiano e dirigono il proprio dominio sul modello del sistema curtense. Una gerarchia alla quale faceva poi da contrappunto il governo ecclesiastico la cui struttura amministrativa, ereditata direttamente dalla giurisdizione romana, ruotava attorno alla pieve. Entrambi espressione di un potere feudale che caratterizzò tutta la Toscana altomedievale e con essa pure il Mugello, dove il fenomeno è testimoniato anche dal fiorire proprio in questo periodo di numerosi centri fortificati, conseguenza diretta dell'affermarsi di potenti signori locali.
Nel Mugello del IX secolo troviamo appunto le famiglie degli Alberti e degli Ubaldini che dominano nel settore centro-occidentale e l'autorevole famiglia dei Conti Guidi, signori incontrastati del Casentino, che prevale invece a oriente. Ben presto però questi rappresentanti del potere feudale si troveranno in aperto conflitto con le mire espansionistiche di Firenze. Già nell'854 Lotario I riunisce in un unico corpo le contee di Firenze e Fiesole decretando di fatto la decadenza di quest'ultima. Firenze è ora in piena crescita economica, con un contado grande pressappoco il doppio delle altre contee toscane che si estende dalla sommità dell'Appennino a nord, fino ai dintorni di Siena a sud e dalla contea di Arezzo a est a quella di Pistoia a ovest. 
Tra l'altro Firenze in questo periodo divenne teatro di fatti importanti e fautore di primo piano della riforma di una chiesa caduta nelle mani dei laici. Fu infatti il fiorentino Giovanni Gualberto, fondatore del monastero di Vallombrosa, trovando l'appoggio della gran massa della popolazione, che in breve diede vita al primo grande ordine riformatore italiano (1038) e anche in seguito sarà di nuovo la comunità fiorentina a sostenere la contessa Matilde, marchesa di Toscana, e con essa papa Gregorio VII nel drammatico conflitto che oppone la chiesa a Enrico IV. In questo frangente le truppe imperiali assedieranno la città per dieci giorni ma alla fine saranno costrette a ritirarsi umiliate e una tale vittoria, la resistenza al più prestigioso degli assalitori, farà entrare a pieno titolo Firenze nella storia. 
Nel XII secolo la comunità fiorentina è ormai maturata, ha preso consapevolezza di sé e della sua forza e, anche in virtù dei privilegi concessi dalla contessa Matilde e la contemporanea scomparsa di figure cardine del potere, inizia ad affrancarsi con decisione dall'autorità costituita per rappresentare autonomamente e pienamente Firenze e il suo contado. È significativo sottolineare che la prima azione messa in atto da questa forma embrionale del libero comune fiorentino è la presa e la distruzione dell'antica Fiesole, di cui rimarranno in piedi solo la cattedrale e la dimora del vescovo. Una brutale affermazione di supremazia della quale tutti i contemporanei prenderanno coscienza.

### L'ascesa di Firenze
Firenze stava dunque diventando una città stato indipendente. Ma se acquistare una certa autonomia politica era stato facile, vista la lontananza dell'autorità imperiale, altrettanto non lo era il controllo diretto del contado. Feudatari grandi e piccoli, laici ed ecclesiastici, rappresentanti dell'impero in un clima di totale anarchia esercitavano di fatto il controllo delle risorse del territorio e delle strade. Ostacolando la crescita della città e provocando inevitabili situazioni di conflitto. I feudatari del contado da una parte e la borghesia mercantile cittadina dall'altra rappresentavano non solo due ceti sociali diversi ma soprattutto interessi economici opposti che escludevano una possibilità di accordo tra le parti. Da un lato la città in rapida crescita economica necessitava di vie sicure e libere per i suoi commerci mentre i signori del contado tentavano di riaffermare il loro dominio del territorio con dazi e scorrerie. La sopravvivenza dell'uno avrebbe rappresentato sempre e comunque una minaccia per l'altra. Significativa fu la lotta tra Firenze e la famiglia degli Ubaldini sempre pronta a dar battaglia e ad allearsi con tutti i nemici della città. Il Mugello era una tappa obbligata per tutte le merci e i mercanti che si recavano in Emilia e in Lombardia e quindi un nodo nevralgico per gli scambi verso nord. La lotta fu dunque lunga e spietata. La rocca di Montaccianico, il più potente castello degli Ubaldini, posto a guardia di una strada già tracciata in epoca romana e che proprio con lo sviluppo del capoluogo toscano nel XII secolo aveva iniziato ad assumere importanza, fu distrutta una prima volta nel 1258 e subito ricostruita con un doppio giro di mura. 

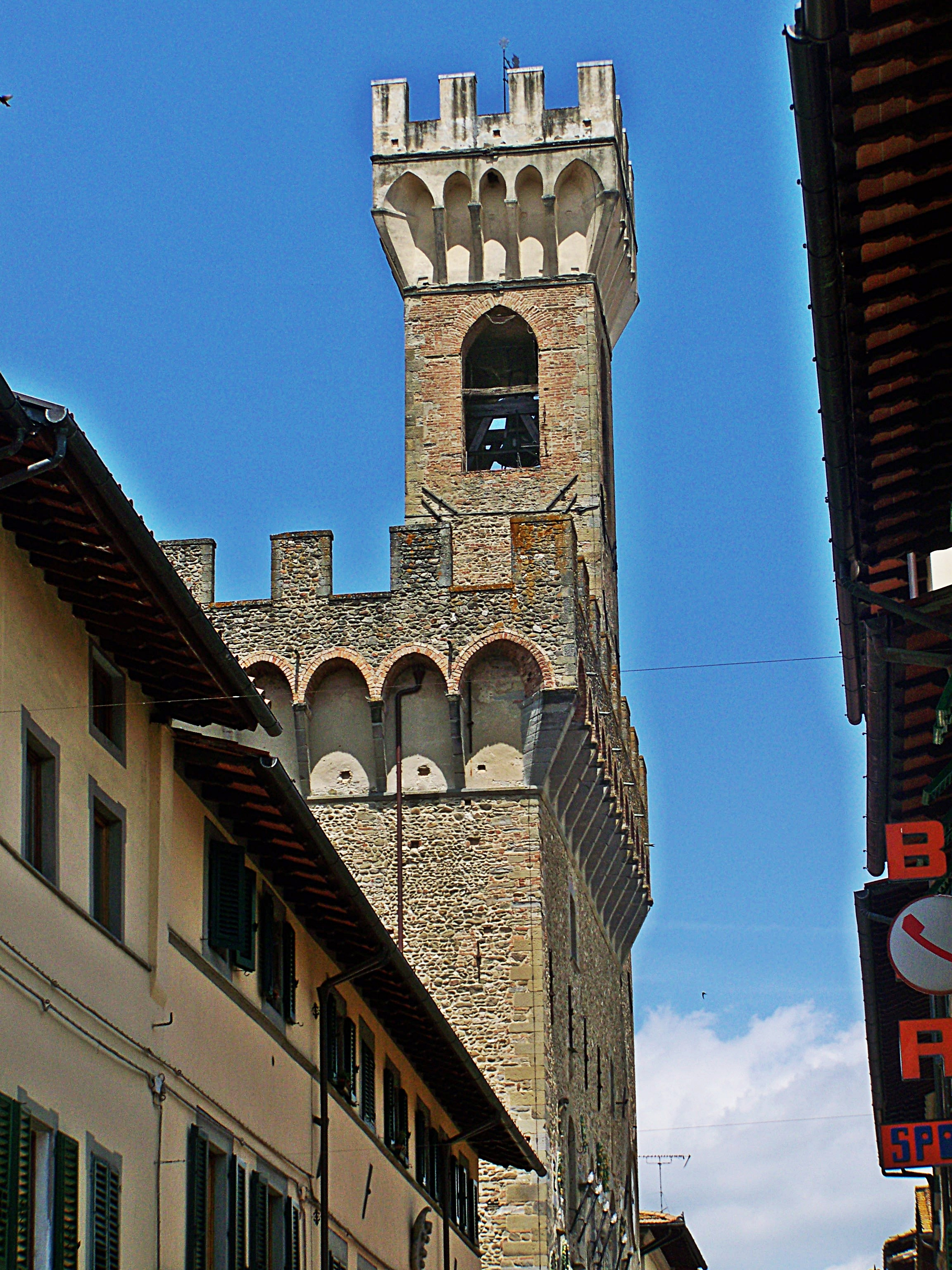
Palazzo dei Vicari a Scarperia

La città ritornò dunque all'attacco con due massicce spedizioni nel 1272 e nel 1273, ma senza fiaccare la potenza della famiglia feudale tanto che nel 1302 le ostilità furono di nuovo aperte. Questa lotta secolare avrebbe potuto durare all'infinito se nel 1306, con un piano preordinato e già sperimentato con successo nel Valdarno nel 1299, di concerto con l'ennesimo assedio e l'ennesima distruzione del castello, la Repubblica fiorentina non avesse provveduto a fondare due “Terre nuove”: Castel San Barnaba, poi divenuto Scarperia, e Castrum florentia,
Firenzuola. Un progetto questo ben definito e studiato nei minimi dettagli che mirava a catalizzare le forze amiche disperse sul territorio e a sottrarre allo stesso tempo quelle dell'avversario concedendo a coloro che avessero abitato le nuove colonie libertà, protezione e promessa di sviluppo. Nonché allettanti e concreti vantaggi immediati come, ad esempio, l'esonero dal pagamento di qualsiasi tassa per un periodo di dieci anni. Pare che Firenzuola abbia assorbito le due comunità di Tirli e Bordignano, mentre ad alimentare la popolazione di Scarperia furono gli abitanti di Sant'Agata, Fagna, San Giovanni Maggiore e Ferrone. Non molto diverso fu poi l'epilogo sul fronte orientale dove, dopo aver diroccato i castelli di Ampinana, Gattaia, Filiccione e Montesassi appartenuti alla famiglia dei Conti Guidi, la repubblica Fiorentina decise di fortificare nel 1324 le poche case edificate dagli esuli di questi castelli su una modesta altura a ridosso della Sieve, dove sorge oggi Vicchio, e di prendere sotto la sua protezione gli abitanti.
Nel corso dei secoli XIV e XV la regione attraversò un lungo periodo di relativa prosperità, dovuta anche alle numerose proprietà fondiarie d'importanti e facoltose famiglie contadine, tra le quali spicca quella dei Medici. Originari del Mugello i Medici qui investirono ingenti risorse finanziarie per consolidare la propria presenza attorno a Firenze. Durante il periodo del granducato mediceo il territorio conobbe alti e bassi ma fu sostanzialmente trascurato e impoverito, anche a causa della frequenza di carestie e pestilenze che, sovente, si associavano ad eventi bellici. Col successivo granducato lorenese, e soprattutto ad opera di Pietro Leopoldo di Lorena (al quale si deve, tra l'altro, l'apertura della strada del Muraglione (Passo del Muraglione)), il Mugello fu interessato da una rifioritura economica e da una riforma amministrativa con la quale furono abolite le leghe ed il Vicariato di Scarperia e, soprattutto, numerose confraternite e compagnie religiose. Infine, nel 1860, a seguito del plebiscito, il Mugello (con tutta la Toscana) fu annesso al regno di Sardegna con cui ha inizio la storia più recente del territorio.

## Geografia

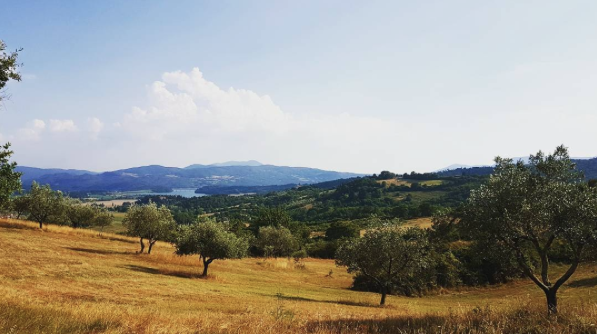
Veduta del Lago di Bilancino da Località Apparita (Via di Panna, Galliano di Mugello)

Si tratta di una vallata che corrisponde all'alto corso del fiume Sieve nel tratto che scorre da NO verso SUD, fino al punto in cui cambia direzione, assumendo un orientamento NE-SO ortogonale al precedente.
Ubicato a sud dello spartiacque appenninico segnato dal Passo della Futa, dal Passo del Giogo di Scarperia, dal Passo della Colla di Casaglia e dal Passo del Muraglione, il Mugello è separato dalla valle dell'Arno e da Firenze dai crinali di Monte Giovi, Vetta le Croci, Monte Senario e delle Croci di Calenzano, storicamente noti nel loro complesso come Monti Mugellani.
Oggi quindi si identifica il Mugello sostanzialmente con l'antico lago di origine marina che era sbarrato verso valle. Lo sbarramento è facilmente intuibile ancora oggi dalla forma delle colline del paesaggio circostante. Infatti quelle del lato sinistro del fiume "si chiudono" con quelle del lato destro, circa tre km prima dell'abitato di Dicomano, grossomodo all'altezza del ponte ferroviario che attraversa il fiume Sieve. Da questo punto fino alla confluenza con l'Arno a Pontassieve, il fiume scorre in quella che viene chiamata Val di Sieve.
È da segnalare inoltre la denominazione di Alto Mugello con cui da alcuni decenni si indicano impropriamente le aree situate oltre il crinale appenninico, sul versante romagnolo, ma che ricadono amministrativamente nella Regione Toscana. Si tratta della conca di Firenzuola e di una parte della regione storica della Romagna toscana, cioè le zone dei comuni di Marradi e Palazzuolo sul Senio.

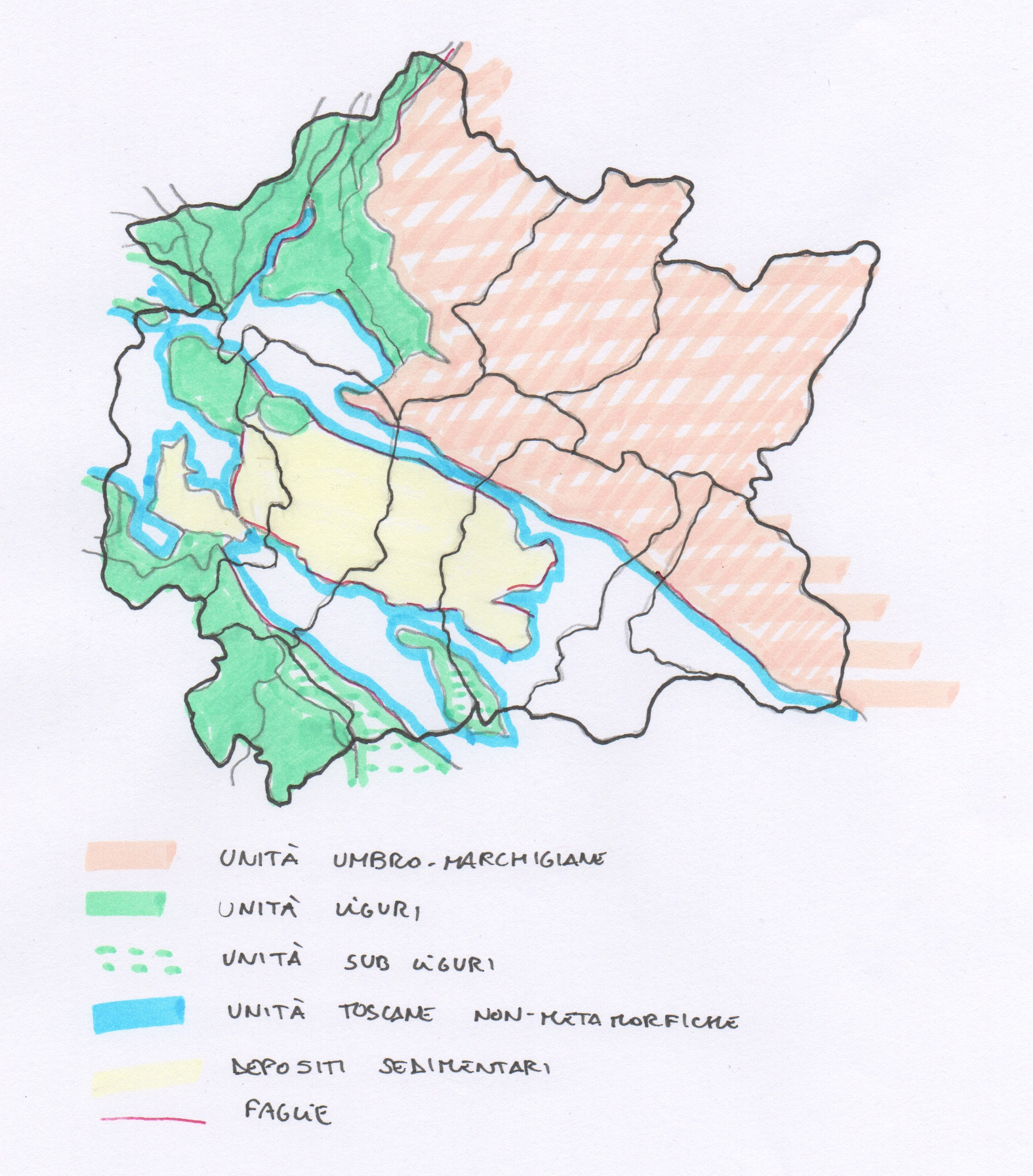
Carta delle Unità Geostratigrafiche del Mugello

### Paesaggio

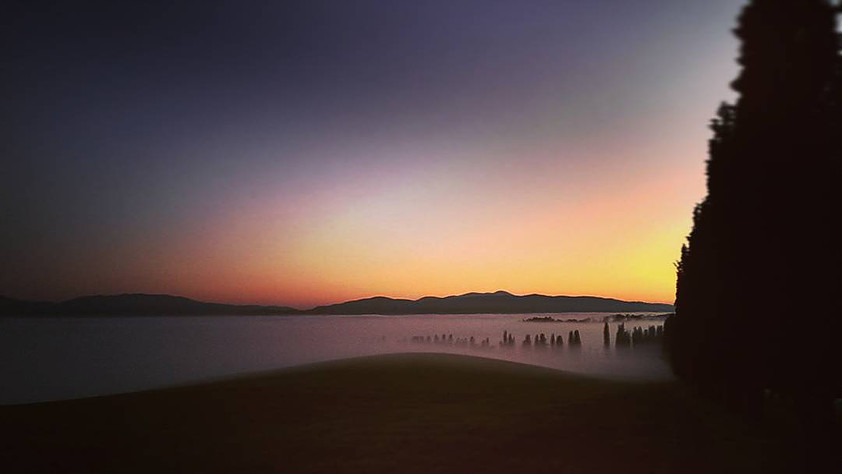
Caratteristico panorama mugellano in inverno.

Il paesaggio del Mugello è caratterizzato da un'ampia cintura di monti e colline che digradano fino all'area pianeggiante adiacente al corso della Sieve. È quest'ultima un'area molto antropizzata, ma sono numerosi e sparsi su tutto il territorio i centri abitati minori e i cascinali isolati. 
Per la fauna, frequenti sono gli avvistamenti di daini, caprioli, cervi, cinghiali e mufloni, ma anche di lupi così come dell'aquila che è tornata a volteggiare sopra la Valle dell'Inferno e la Valle del Rovigo nell'area demaniale protetta Giogo-Casaglia.
Nel 1559 Cosimo I de' Medici fa pubblicare il bando a tutela dei boschi: la prima legge a favore dell'ambiente. Questa si interessa prevalentemente dei boschi situati sulle cime delle montagne, per la loro capacità di trattenere l'impeto dei venti ed evitare che le piogge, trovando la montagna priva delle piante, devastino la pianura. La legge del 17 novembre, fra le altre cose, proibisce il taglio e l'arroncatura lungo il crinale, per un miglio di qua e di là dalla cima. Tra la fine dell'800 e i primi del ‘900 nella zona detta l'Alpe di Grezzano il medico svizzero Edmond Dapples avviò un grandioso programma di rimboschimento e bonifica. Nel 1930 si scrive che Dapples aveva già messo a dimora 1.600.000 piantine.
Dagli anni novanta del XX secolo è diventato un tratto caratteristico del paesaggio mugellano il Lago di Bilancino, un invaso artificiale creato con lo scopo primario di regolare le portate della Sieve e garantire l'approvvigionamento idrico all'area fiorentina, ma sfruttato anche per fini turistici.
Il Mugello comprende quattro complessi forestali facenti parte del Patrimonio Agricolo-Forestale della Regione Toscana: il Giogo-Casaglia, la Calvana, l'Alto Senio e l'Alpe, la cui amministrazione è demandata all'Unione Montana dei Comuni del Mugello. In realtà, si tratta di comprensori forestali realizzati nel XX secolo ad opera dell'Azienda di Stato Foreste Demaniali (impiegando prima la Milizia Nazionale Forestale e poi, alla sua soppressione, il Corpo Forestale dello Stato) per essere poi trasferiti agli enti territoriali sul finire del secolo in coincidenza con la soppressione dell'Azienda. Successivamente, nel 2106, è stato soppresso anche il Corpo Forestale dello Stato. 

### Vie di comunicazione
Le principali vie di comunicazione stradale, oltre all'A1 Autostrada del Sole che corre parallela al confine occidentale con le uscite autostradali di Barberino di Mugello, Firenzuola e Roncobilaccio, sono le strade statali 65 del Passo della Futa  e 67 Tosco-Romagnola e le ex-strade statali 302 Brisighellese Ravennate (ora strada regionale), 503 del Passo del Giogo e 551 Traversa del Mugello (ora strade provinciali), che segue il fondovalle della Sieve.
Il Mugello è attraversato anche da una linea ferroviaria, la Faentina, che unisce Firenze a Faenza. Una derivazione di questa linea unisce Borgo San Lorenzo a Pontassieve lungo la valle della Sieve.

## Economia
La zona è estesamente coltivata, oltre a olivi e viti vengono coltivati grano e foraggi. L'allevamento vede principalmente suini, ovini e bovini. Molto apprezzata è la produzione di prodotti tipici di nicchia e biologici.
Il Mugello è conosciuto per ospitare un autodromo internazionale, ove si disputa annualmente il Gran Premio d'Italia di motociclismo. Il circuito, di proprietà della Ferrari, è sede abituale di test e prove ed è utilizzato per le gare di numerosi campionati sia motociclistici che automobilistici.

## Amministrazione
Il Mugello ricade interamente nella città metropolitana di Firenze e ne fanno tradizionalmente parte i comuni di Barberino di Mugello, Borgo San Lorenzo, Scarperia e San Piero e Vicchio, oltre ai comuni del cosiddetto Alto Mugello o Romagna toscana, ovvero Firenzuola, Marradi e Palazzuolo sul Senio. Dal 2008 il Mugello comprende anche il comune di Dicomano, nonostante quest'ultimo abbia da sempre fatto parte, sia amministrativamente che geograficamente, della Val di Sieve. Anche il comune di Vaglia, posto geograficamente tra Mugello e colline antistanti Firenze, negli anni ha fatto parte amministrativamente più volte del Mugello, pur non essendo un comune mugellano. 
I comuni hanno dato vita all'Unione Montana dei Comuni del Mugello.

## Cultura

### Personaggi famosi

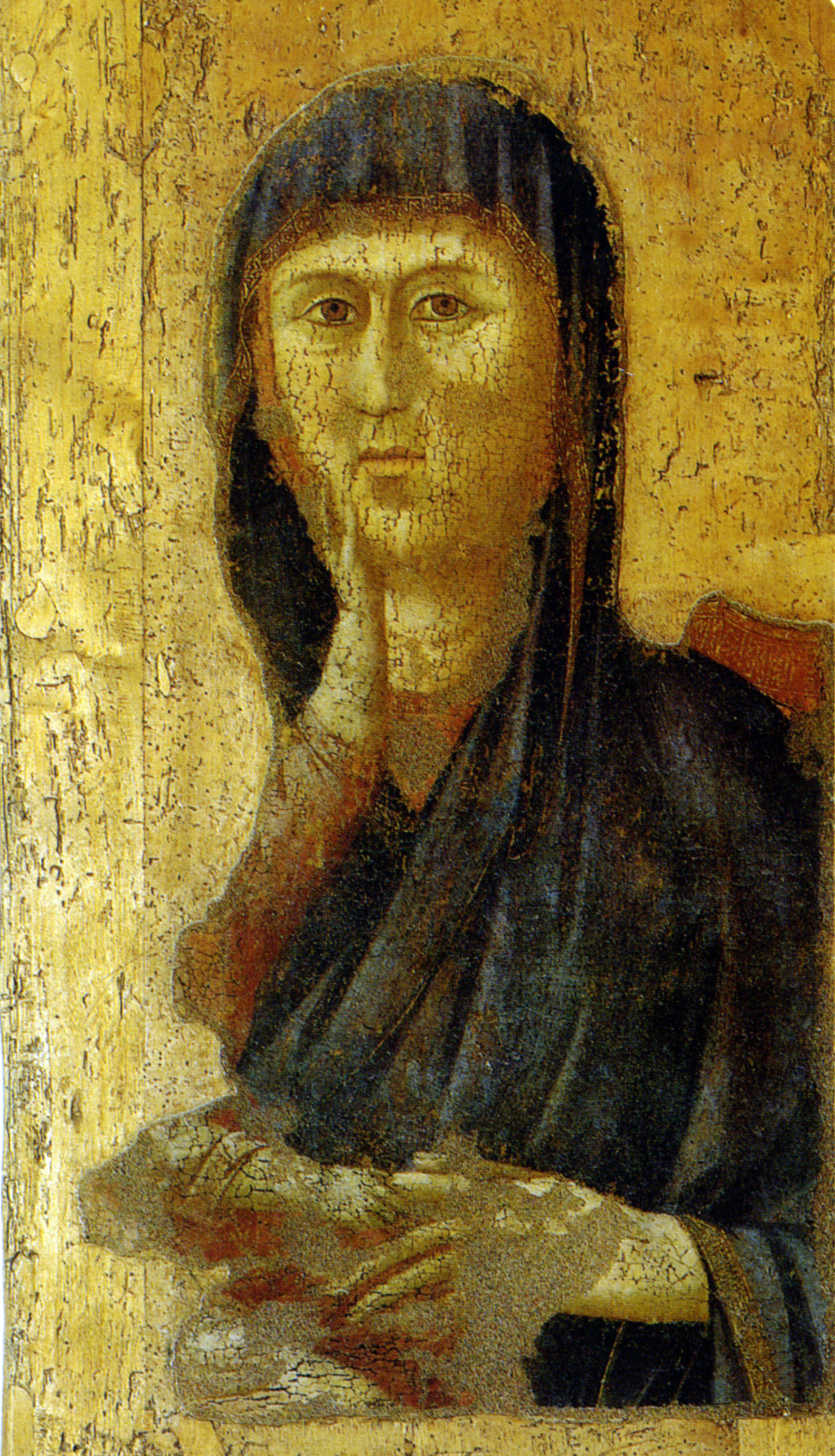
Madonna di Borgo San Lorenzo, Giotto (Borgo San Lorenzo)

Le notizie biografiche sui primi anni di Giotto sono assai frammentarie o poco attendibili. “I principii di sì grande uomo furono nel contado di Fiorenza, vicino alla città XIII miglia“. Così narra il Vasari ne Le Vite de' più eccellenti architetti..... Questi “principii”, alla luce delle odierne indagini, risalgono al 1266–1267. La nascita avvenne a Colle di Vespignano, località del comune di Vicchio, da un Bondone, lavoratore di terre valente nell'arte della agricoltura (Vasari), abile nell'uso dei ferri del suo mestiere che adoperava con mano gentile, quasi fussi d'un valente orefice o intagliatore. Il nome è forse un diminutivo da Angiolotto, Ambrogiotto, Parigiotto, o anche Biagiotto (un diminutivo “Giotto” per Biaxio era in uso a Firenze ancora nel Quattrocento). Dell'infanzia e della giovinezza di Giotto non si sa molto. Le fonti storiche di riferimento sono, infatti, da consultare con una qualche cautela: è ancora Vasari che ci parla piuttosto genericamente di un fanciullo, con buonissimi costumi, di una certa vivacità e prontezza d'ingegno straordinario, capace per questo di invaghire non solo Bondone ma i parenti e tutti coloro che nella villa e fuori lo conoscevano. Attorno agli anni ottanta, e dunque a circa dieci anni, risalirebbe, secondo la tradizione, il famoso incontro con Cimabue cui sarebbe seguito il trasferimento a Firenze ed un periodo di alunnato presso la bottega del maestro. L'episodio dell'incontro è riportato oltre che da Vasari anche da Lorenzo Ghiberti, nei suoi Commentarii, scritti verso il 1447. Null'altro si sa in merito alla sua prima formazione artistica.
Benvenuto Cellini soggiornò a Vicchio, in una casa vicina all'Oratorio della Misericordia, tra il 1559 e il 1571. In una di queste visite, il 28 agosto 1560, l'artista fu protagonista di uno spiacevole episodio: invitato a cena dal fratello di colui che gli aveva venduto la casa, un certo “Sbietta”, gli fu offerta un'insalata condita col veleno che gli costò grandi malori, come narra lui stesso, e una cura pesante per più di un anno.
Nella zona San Piero a Sieve - Barberino di Mugello ebbe origine la stirpe medicea: la tradizione li vuole poveri, anzi poverissimi, carbonai nei boschi mugellani, finché uno di essi divenne medico dando il nome alla casata e lo stemma, le cui “palle” non sarebbero che pillole o coppette. Cosimo de' Medici amò molto il Mugello e incaricò Michelozzo di ristrutturare le ville del Trebbio e di Cafaggiolo. Quest'ultima fu lungamente e intensamente abitata dai Medici: è stata anche teatro di un omicidio, quello della figlia di Don Garcia di Toledo, Eleonora. La donna, recatasi molto giovane alla corte di Toscana, si innamorò dello zio Cosimo I. Questi si affrettò a dare in sposa Eleonora a suo figlio Pietro. Ma non fu un matrimonio riuscito, in quanto il marito era vizioso ed adultero a tal punto da trascurare completamente la giovane moglie. Eleonora si dette a frequentare a sua volta uomini diversi. Uno di loro, per farsi onore agli occhi di Eleonora, mentre giocava al calcio in Piazza Santa Croce, oltraggiò un avversario che aveva parlato della sua tresca. Ne seguì una contesa che si risolse nell'uccisione del malcapitato. Di conseguenza l'ammiratore fu imprigionato nella Fortezza dell'Elba, da dove continuò a corteggiare Eleonora. Scoperto, fu portato a Firenze e decapitato nel cortile del Bargello. Il marito invitò quindi la moglie a recarsi alla Villa di Cafaggiolo, dove, dopo averla preceduta, a sera inoltrata, uccise la giovane donna, con numerose pugnalate. La notte dell'11 luglio 1576 il cadavere di Eleonora venne portato a Firenze e sepolto in segreto nella cappella di San Lorenzo. Si dice che il fantasma della sfortunata aleggi ancora tra le stanze del castello.

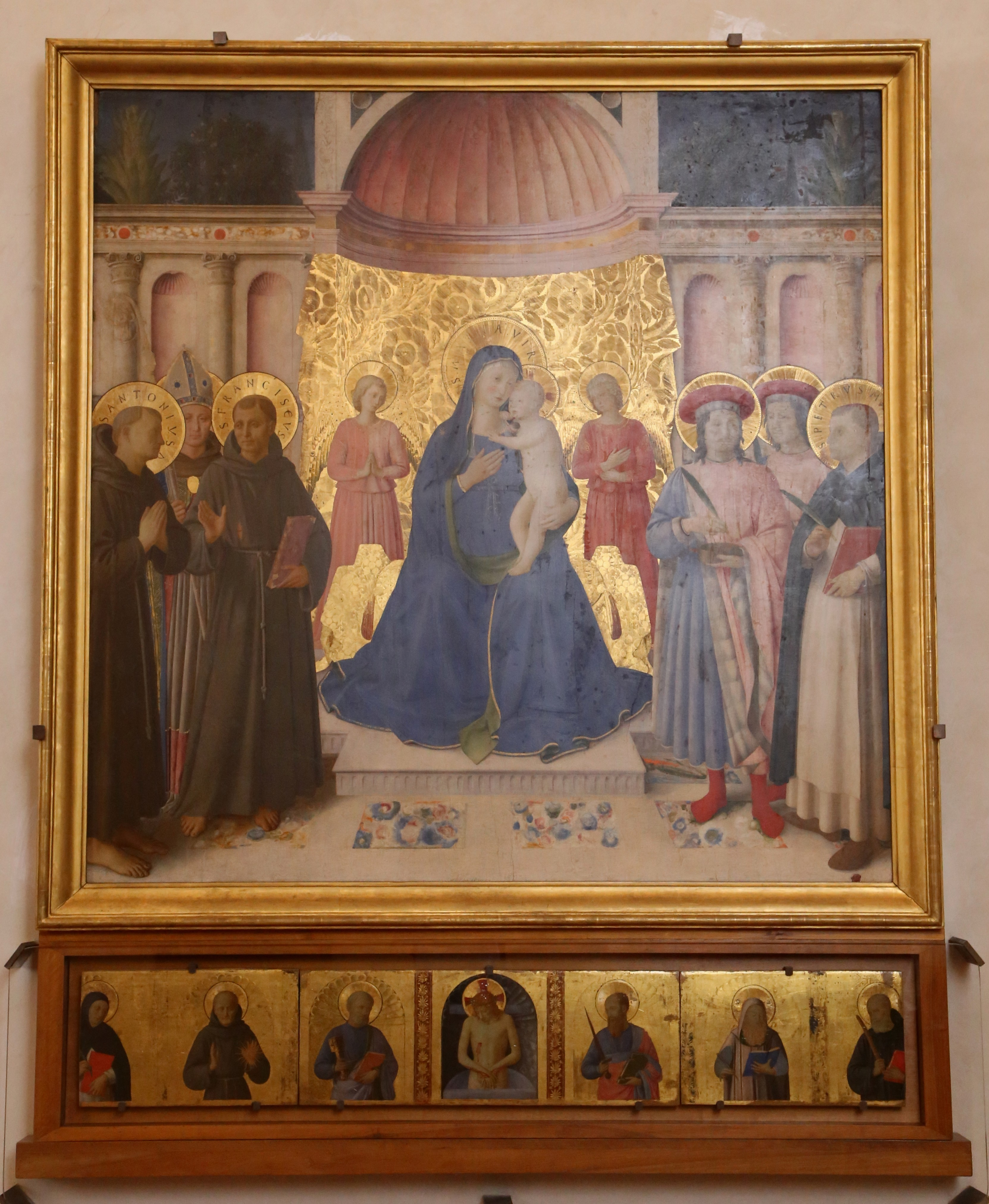
Beato Angelico, Pala di Bosco ai Frati attualmente nel Museo di San Marco

Guido di Piero conosciuto come Beato Angelico nacque tra il 1395 e ai 1400 a Vicchio. Proprio nella Firenze dei Medici, agli inizi del Quattrocento, cominciò l'attività di “dipintore”.
Figura davvero singolare quella di Fra Giovanni da Fiesole nella storia dell'arte. E tanto è singolare nella storia dell'arte quanto è unica nella storia della Chiesa. La diffusa fama di santità che lo distinse già in vita, tanto da nominarlo con l'appellativo di Angelicus e di Beatus, è stata riconosciuta ufficialmente: il pittore domenicano è l'unico artista nella storia della Chiesa elevato agli onori degli altari. L'unico al quale, agli atti del processo canonico conclusosi nel 1983, per la prima volta non furono allegati scritti spirituali o teologici, ma il catalogo completo delle opere: le 135 tavole che riproducono i suoi dipinti. Del resto, ad intuire che l'arte del maestro fiorentino non poteva esser compresa se non alla luce della sua vita fu proprio il Vasari, il primo (e per eccellenza) biografo del Beato Angelico, che, nelle Vite, così inizia a scriverne: “Frate Giovanni Angelico da Fiesole, il quale fu al secolo chiamato Guido, essendo non meno stato eccellentissimo pittore e miniatore che ottimo religioso, merita per l'una e l'altra cagione, che di lui sia fatta honoratissima memoria”.
La nobile famiglia Della Casa trasse origini dal Mugello e prese il nome da un villaggio di questa vallata, situato nelle vicinanze della pieve di San Giovanni Maggiore (Borgo San Lorenzo). Nel 1544 un membro della famiglia, Giovanni Della Casa viene creato arcivescovo di Benevento e nunzio apostolico della Repubblica di Venezia. Il Monsignore scrisse il famosissimo “Galateo” che insegnò al mondo le buone maniere. Il frontespizio della prima edizione riportava:
“Trattato di messer Giovanni della Casa nel quale, sotto la persona d'un vecchio idiota ammaestrante un suo giovanetto, si ragiona de' modi che si debbono, o tenere o schifare nella comune conversazione, cognominato GALATEO”.
Tra i signori e i condottieri Maghinardo Pagani da Susinana ha certamente occupato un posto di tutto rispetto. Passato ai posteri anche per quella citazione non proprio benevola di Dante Alighieri nella Divina Commedia: “il leoncel dal nido bianco / che muta parte dalla state al verno” (Inferno, XXVII, 50-51), Maghinardo ricoprì un ruolo centrale nelle vicende politiche e militari della Romagna Toscana dell'ultimo quarto del XIII secolo e nessun luogo sarebbe stato più adatto degli inferi danteschi per collocare il capo indiscusso (dopo la morte di Guido da Montefeltro) della fazione ghibellina e signore di Forlì (1292), Imola (1292-1302), Faenza (1282-1285 e 1291-1302) e di decine di castelli sparsi tra il Lamone e il Santerno. Il leone azzurro in campo argenteo, stemma gentilizio dei Pagani, aveva il suo punto di forza nell'alta valle del Senio da cui, con il castello di Susinana (Palazzuolo Sul Senio), la famiglia controllava, sin dall'XI secolo, il passo appenninico sulla strada per Firenze.
Marradi 1885. Il 20 agosto nasce il poeta Dino Campana da Giovanni, maestro elementare, e Francesca Luti, detta Fanny.
Una figura avvolta da un fascino misterioso, come i tanti maestri dell'arte e della letteratura che hanno camminato in bilico tra il genio e la follia. Nel 1913 Campana aveva già conosciuto il manicomio e il carcere, gli insuccessi e le incomprensioni, la vita errabonda e infiniti mestieri in Italia, in Europa e in Sudamerica.
In una fredda giornata di dicembre di quell'anno Giovanni Papini e Ardengo Soffici, i celebri direttori della rivista fiorentina «Lacerba», trovarono sulla porta della redazione un uomo giovane, dall'aspetto tedesco, infreddolito nell'abito logoro e troppo leggero. Campana consegnò loro il manoscritto del libro che doveva essere la «sola difesa e giustificazione » della sua vita. Nel libro intitolato “Il più lungo giorno”, aveva raccontato le sue notti e le sue albe, i viaggi e i ritorni, le città e le montagne. Ma, tra le mille occupazioni dei due letterati fiorentini, la raccolta andò perduta (riemergerà nel 1971), e il poeta sarà costretto a riscriverla. Mutato e accresciuto rispetto alla prima redazione, il libro, col nuovo titolo “Canti Orfici”, esce a Marradi nel 1914, richiamando l'attenzione dei lettori più avvertiti; poi, complice la guerra, complice forse la breve ma passionale storia d'amore con la scrittrice Sibilla Aleramo, Campana precipita nella notte che da tempo lo insidia. Nel gennaio 1918 viene ricoverato in manicomio e nel cronicario di Castel Pulci, dove resterà quattordici anni, fino alla morte (1º marzo 1932).

### I luoghi dei Medici
Nei secoli, i membri della famiglia Medici hanno lasciato nel loro territorio di origine segni molteplici del loro potere.
A Scarperia e San Piero, in posizione sopraelevata rispetto, si erge la cinquecentesca Fortezza Medicea di San Martino, caratterizzata da un circuito irregolare, estesa circa un miglio. Costruita per volontà del Granduca Cosimo I de' Medici, fu portata a compimento da Bernardo Buontalenti.
Sempre nel comune di Scarperia e San Piero è la Villa medicea del Trebbio, opera di Michelozzo Michelozzi, villa castello costruita sui ruderi di una precedente torre feudale su commissione di Cosimo de' Medici. Conserva un pergolato del XVII sec. e il giardino all'italiana.
A Barberino di Mugello si trova l'altra grande opera commissionata da Cosimo il Vecchio a Michelozzi, la villa medicea di Cafaggiolo. Fu la “villa delle delizie” di Lorenzo il Magnifico. Dietro la villa vasto e folto bosco “selvatico”.
Poco distante da Villa di Cafaggiolo, sempre nel territorio di San Piero a Sieve, la Chiesa e il Convento di Bosco ai Frati, anch'essi di disegno michelozziano e intento di Cosimo de' Medici. All'interno è conservato un Crocifisso Ligneo attribuito a Donatello, incunaboli sacri e dipinti del XVI e XVII secolo.
A Scarperia e San Piero, si trova anche il trecentesco Palazzo dei Vicari dove per secoli hanno soggiornato i vicari inviati da Firenze per il controllo del territorio. La facciata e l'atrio è interamente costellata da stemmi appartenuti ai vicari della Repubblica Fiorentina. È sede del Museo dei Ferri Taglienti.
A Dicomano, in località  Montedomini, già riserva di caccia della Famiglia Medici, si trova la Villa Cinquecentesca  Il Palagio, esempio ancora perfettamente conservato delle Ville-Fattoria, residenze minori dei Signori di Firenze.

### Il Liberty
Nel Mugello sono presenti anche esemplari architettonici e decorativi del periodo Liberty, grazie all'attività della famiglia Chini che trasferì un'importante parte dell'attività fiorentina a Borgo San Lorenzo. Nel 1906, infatti, Galileo Chini, assieme al cugino chimico Chino Chini, fondò a Borgo San Lorenzo la manifattura “Fornaci San Lorenzo” per la produzione di ceramiche e vetrate, nella quale collaborarono anche i figli di quest'ultimo, in particolare Tito Chini che dal 1925 divenne direttore artistico della manifattura al posto di Galileo Chini.
Oggi possiamo ammirare ciò che la famiglia Chini ha creato nel “Museo della Manifattura Chini” ospitato a Villa Pecori Giraldi a Borgo San Lorenzo e nei decori sparsi nel Mugello, nell'Italia e nel mondo.

### Il sistema museale
I musei del Mugello sono organizzati nel progetto culturale “Museo Diffuso”che raccoglie diverse realtà presenti nel territorio e si articola in 4 sistemi: naturalistico, demo-etno-antropologico, dei beni storico-culturali e dei beni archeologici.
Ogni polo comprende punti museali, laboratori didattici e itinerari.
- Sistema naturalistico - Museo del paesaggio storico dell'Appennino di Moscheta - Loc. Moscheta – Firenzuola. Ospitato nei locali dell'Abbazia vallombrosiana di Moscheta, illustra le principali fasi di trasformazione del paesaggio dal Medioevo ad oggi.
- Sistema demo-etno-antropologico - Museo della vite e del vino - Villa di Poggio Reale - Rufina. Il museo è dedicato alla comprensione del “vino” nei suoi vari aspetti: la produzione e la raccolta, la vinificazione e l'invecchiamento, infine il commercio, secondo modalità di gestione di un'attività inizialmente patrimonio del mondo rurale, poi convertita in una produzione di fama internazionale.
- Museo dei ferri taglienti - Palazzo dei Vicari - Palazzo dei Vicari – Scarperia. La collezione permanente di lame del Museo ripercorre la storia locale della tradizionale lavorazione artigianale dei coltelli di Scarperia che risale al Cinquecento.
- Museo della pietra serena - Rocca di Firenzuola. Il museo illustra le antiche tecniche di estrazione e della lavorazione della pietra serena, custodisce manufatti d'arte e di uso comune.
- Museo delle genti di montagna - Palazzo dei Capitani – Palazzuolo sul Senio. Una collezione che raccoglie più di mille oggetti che raccontano la storia di un territorio e di una comunità di montagna e di confine, restituendo la memoria di un mondo rurale ormai estinto.
- Museo della civiltà contadina di Casa D'erci - Loc. Grezzano - Borgo San Lorenzo. In un'antica casa colonica immersa nel bosco di Grezzano, si conserva una collezione di oggetti e documenti della cultura mugellana rurale e mezzadrile.
- Mulino Faini - Loc. Grezzano - Borgo San Lorenzo. Risalente al 1400, di proprietà dell'omonima famiglia dal 1780.
- Museo di vita artigiana e contadina con personaggi in movimento di Leprino - Centro Polivalente - Sant'Agata. Ambientazioni e personaggi in movimento ideati e realizzati da Leprino, al secolo Faliero Lepri, che con i suoi automi fa rivivere Sant'Agata di quando era bambino.
- Sistema dei beni storico-artistici - Museo civico della Manifattura Chini - Villa Pecori Giraldi - Borgo San Lorenzo. Opere di ceramica e vetrate della famiglia Chini, nelle manifatture de „l'Arte della ceramica“e la fabbrica mugellana „Fornaci San Lorenzo“. Per le vie del centro storico si snoda inoltre l'itinerario Liberty, un percorso segnalato sulle tracce degli interventi decorativi ed architettonici di Galileo Chini e degli altri esponenti della famiglia.
- Museo di arte sacra e religiosità popolare Beato Angelico - Vicchio. Ospita il patrimonio ritrovato nelle chiese e nelle parrocchie dismesse del territorio, dalle opere d'arte ai piccoli oggetti di culto devozionale.
- Raccolta di arte sacra Sant'Agata - Pieve di Sant'Agata. Conserva le numerose opere provenienti da tabernacoli e chiese abbandonate del territorio santagatese.
- Casa di Giotto - Colle di Vespignano – Vicchio. Nel luogo dove ebbe i natali il celebre pittore medievale, postazioni multimediali interattive e un laboratorio dove si approfondisce la vita e l'arte.
- Sistema dei beni archeologici - Museo archeologico Alto Mugello - Palazzo dei Capitani. Collezione di reperti che vanno dalla preistoria al Rinascimento che testimoniano le frequentazioni umane nell'Alto Mugello fin dai tempi remoti.
- Centro di documentazione archeologica di Sant'Agata - Chiostro della Pieve di Sant'Agata. Esposizione e laboratorio con i rinevnimenti archeologici del Mugello occidentale, dalla Preistoria al Medioevo.
- Museo archeologico comprensoriale del Mugello, Alto Mugello e Val di Sieve - Dicomano. Raccolta delle testimonianze archeologiche e storiche, risultati di oltre trent'anni di indagini archeologiche in Mugello, Alto Mugello e Val di Sieve.

## Attività ricreative

### Trekking

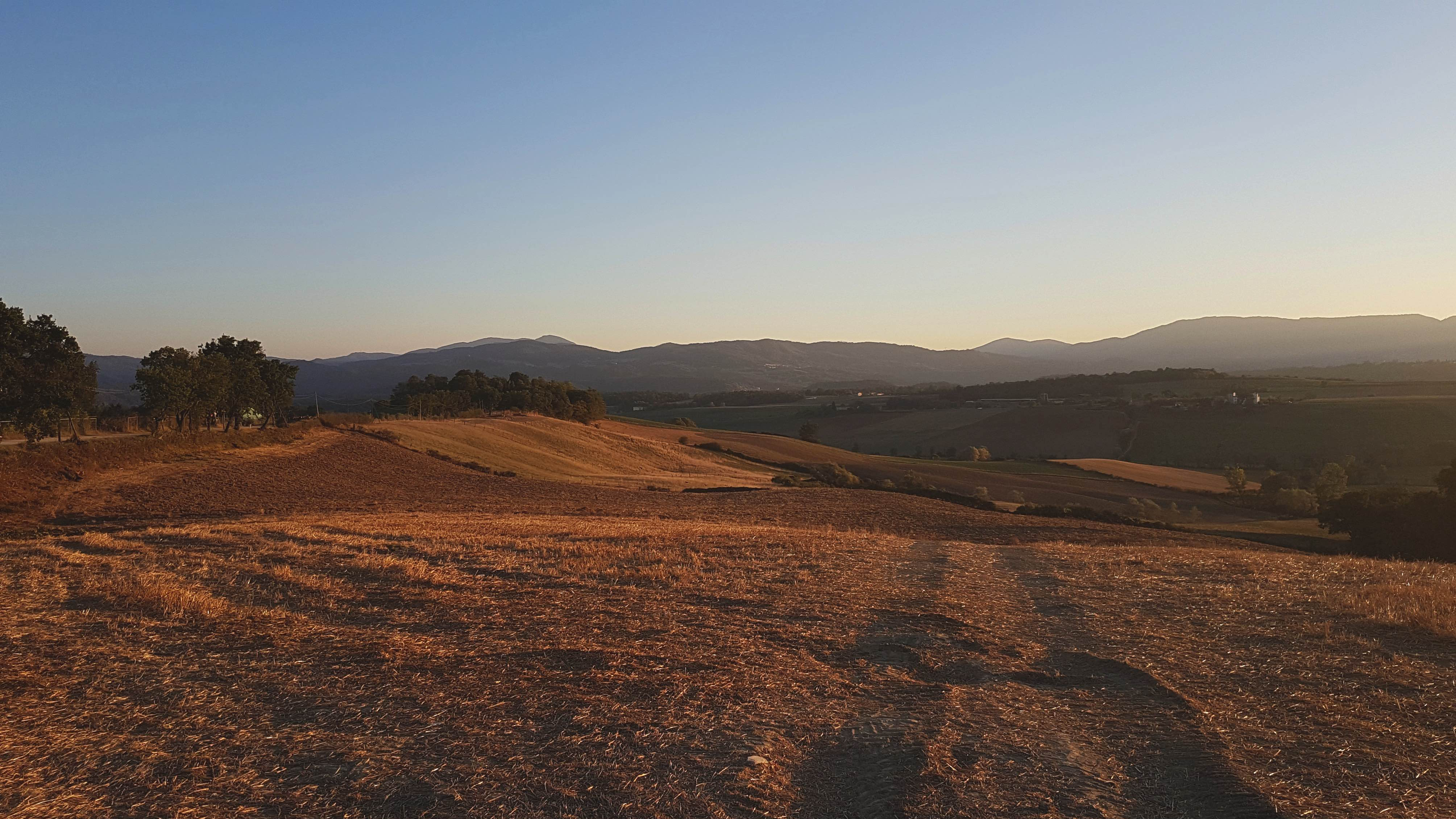
Paesaggio mugellano in estate, località Gabbiano (Scarperia).

Il sistema escursionistico locale è denominato “SO.F.T.” (acronimo di “SOrgente di Firenze Trekking”) e congiunge le montagne del Mugello ai colli della Val di Sieve. Si tratta di un sistema di percorsi articolati in un anello principale e ventidue anelli secondari ad esso collegati e riconoscibili da apposita segnaletica con triangoli bianchi e rossi . L'anello principale percorre una tratta di crinale appenninico (Passo della Futa - Monte Falterona), spartiacque tra il dominio tirrenico e adriatico e la dorsale che separa il bacino del Mugello dalla conca di Firenze - Prato e dalla Val di Bisenzio (M. Giovi, Passo Croci di Calenzano, Calvana).

### Cicloturismo
Oltre alle strade trekking percorribili anche con la mountain bike, dal 2013 in Mugello è attivo un distretto cicloturistico “Mugello in Bike”. Si tratta di un sistema integrato di percorsi su strada e salite dove, grazie ai totem posizionati lungo gli itinerari e ad una card personalizzata, è possibile registrare il proprio passaggio e ottenere il “Brevetto dello Scalatore”, dopo aver scalato le 7 salite dotate di lettore, o quello del “Gran Tour”, dopo essere passati da tutti i 13 totem posizionati lungo il percorso. La card messa a disposizione da Mugello in Bike è completamente gratuita e permette di accedere a tutti i servizi offerti del sistema cicloturistico, come per esempio ospitalità accreditata e punti di ristoro.

## Stampa locale
È presente e diffusa la stampa locale, con pubblicazioni quali "il Galletto" (settimanale), oltre ai siti web "Il Filo del Mugello" e "OK!Mugello", all'emittente radiofonica Radio Mugello fm ed all'emittente televisiva Firenze TV.

## Autodromo Internazionale del Mugello
L'autodromo internazionale del Mugello si trova nel comune di Scarperia e San Piero.

## Comuni
- Barberino di Mugello
- Borgo San Lorenzo
- Dicomano (tradizionalmente non appartiene alla regione storica del Mugello ma appartiene all'Unione dei Comuni)
- Firenzuola
- Marradi
- Palazzuolo sul Senio
- Scarperia e San Piero (comune unico dal 2014; precedentemente San Piero a Sieve e Scarperia)
- Vaglia (tradizionalmente appartiene alla regione storica del Mugello ma non appartiene all'Unione dei Comuni)
- Vicchio